# Лима, Мануэл
Мануэл Гуэдеш душ Сантуш Лима (порт. Manuel Guedes dos Santos Lima; 28 января 1935, Силва-Порту, Португальская Ангола — 17 декабря 2024, Баррейру) — ангольский писатель, поэт, литературовед и лингвист, в молодости офицер португальской армии, затем активист МПЛА и командир партизанских формирований ЭПЛА в первые годы войны за независимость. Порвал с МПЛА из-за разногласий с Агостиньо Нето. Автор романов, пьес и стихотворений. Преподавал в университетах Португалии, Франции, Канады, Анголы. Идеолог Angolanidade — ангольской национально-культурной идентичности. Основатель оппозиционной партии MUDAR.

## Происхождение и образование
Родился в семье среднего класса Силва-Порту. Отец Мануэла Лимы переселился в Португальскую Анголу с Сан-Томе, мать принадлежала к народности овимбунду. Школьное образование получил в Силва-Порту и Луанде. Подростком переехал в Португалию, окончил Лицей Камоэнса.
В 1953 году Мануэл Лима поступил на юридический факультет Лиссабонского университета. Учился вместе с будущими премьер-министрами Португалии Франсишку Са Карнейру, Франсишку Пинту Балсеманом и будущим президентом Португалии Жорже Сампайю. Состоял в государственной университетской организации Дом студентов Империи. Эта структура, созданная правительством Салазара для распространения идей лузотропикализма среди молодёжи африканских колоний, превратилась в очаг антиколониального движения. Был одним из основных авторов студенческого журнала Mensagem.
Разочаровавшись в юриспруденции как профессии, Мануэл Лима переключился на литературную деятельность. В 1961 издал первую книгу — сборник лирической поэзии Kissange.
В 1956 году Мануэл Лима участвовал в парижском Международном конгрессе негритянских писателей, в 1962 году был делегатом каирского Афро-азиатского конгресса писателей. Участвовал в издании журнала Présence africaine вместе с будущим президентом Сенегала Леопольдом Седаром Сенгором и идеологом негритюда Эме Сезером. Главным редактором был Марио Пинту де Андраде, один из основателей Ангольской компартии и движения МПЛА.

## Война и политика
Призванный в португальскую армию Мануэл Лима стал первым в Анголе чернокожим офицером. К тому времени Лима был убеждённым левым сторонником независимости Анголы. Он оставил службу в колониальных войсках и тайно перебрался в Дамаск, оттуда в Бейрут — где в конце 1950-х базировалась группа африканских националистов во главе с мозамбиканцем Марселину душ Сантушем. Примкнул к марксистскому движению МПЛА. Прошёл военное обучение в Марокко вместе Марио Пинту де Андраде.
4 февраля 1961 года началась война за независимость Анголы. Мануэл Лима стал первым командующим партизанскими формированиями МПЛА — Народной армии освобождения Анголы (ЭПЛА). Оперативное командование базировалось в Леопольдвиле (Конго-Леопольдвиль). Были консолидированы и вооружены несколько сотен бойцов, совершены первые атаки. Борьбу приходилось вести не только против португальских колониальных войск, но и против консервативного движения УПА-ФНЛА/ЭЛНА.
Начало 1960-х было периодом жёсткой внутренней борьбы в МПЛА. Первую руководящую генерацию представляли Вириату да Круш, Марио Пинту де Андраде, Жуакин Пинту де Андраде, Жентил Феррейра Виана. Они стояли на позициях, сочетавших ортодоксальный марксизм с приоритетом чернокожих в африканском национально-освободительном движении и ориентировались на союз с КНР. Против них выступили Агостиньо Нето и его сторонники, прежде всего Лусио Лара и Энрике Каррейра — выступавшие за больший прагматизм, ориентацию на советский блок и многорасовую политику. В 1962 году президентом МПЛА стал Агостиньо Нето. Вириату да Круш и его сподвижники сочли это «поворотом вправо».
Идеологически Мануэл Лима был скорее сторонником да Круша, к Нето относился критично. Но как командир ЭПЛА он оказался в подчинении Нето. В июле 1963 года бойцы Лимы выполнили приказ Нето: вместе с наёмниками-конголезцами, в присутствии Нето, Лары и Каррейры, жестоко избили да Круша, исключённого из МПЛА по ложному обвинению в денежной растрате. После этого разрыв Лимы с МПЛА стал неизбежен.
13 июля 1963 года Мануэл Лима опубликовал заявление о своей отставке. В этом тексте он сказал о своей тревоге за будущее страны и ангольского национализма, который «встаёт на путь экстремистского насилия». Он принял на себя ответственность за все прежние действия, выразил готовность служить делу национального освобождения, но дистанцировался от МПЛА и надолго отошёл от ангольской политики. (Командование ЭПЛА принял вначале Жозе Мендеш ди Карвалью, а после его гибели — Энрике Каррейра, будущий министр обороны НРА.) В длительной эмиграции Мануэл Лима резко критически отзывался о политике президента Нето и правящей МПЛА.